# ビトレイヤー
『ビトレイヤー』（原題: Welcome to the Punch）は、2013年のイギリスのクライムアクション映画。

## ストーリー
3年前、刑事のマックスは大物犯罪者であるスターンウッドを逮捕寸前のところまで追いつめたが、右膝を撃たれ彼の逃走を許してしまう。それ以来スターンウッドは姿を見せず、それが原因で心身ともに大きな傷を持つマックスは、刑事としての自信を失いかけていた。
そんなある日、空港でスターンウッドの息子ルアンが、何者かによって撃たれた状態で発見される事件が発生する。ルアンの携帯電話から、スターンウッドはアイスランドに潜伏していることが発覚するが、警察が駆けつけた時には一足遅く、またしても彼に逃げられてしまう。一方、スターンウッドは息子を襲った犯人に復讐するため、警察の目を盗みロンドンに戻っていた。それを突き止めたマックスはスターンウッドを逮捕しようと躍起になる。
次第に捜査が進むにつれ、マックスとスターンウッドの双方が追っていた事件の犯人は、政府をも巻き込んでいる巨大な組織であることが発覚する。これを知った二人は、敵対関係でありながら真実を明らかにするために協力することになる。

## キャスト
※括弧内は日本語吹替。
- マックス・ルインスキー - ジェームズ・マカヴォイ（阪口周平）

刑事。
- ジェイコブ・スターンウッド - マーク・ストロング（谷昌樹）

大物犯罪者。
- サラ・ホークス - アンドレア・ライズブロー（まつだ志緒理）

マックスの相棒刑事。
- ロイ・エドワーズ - ピーター・ミュラン（浦山迅）

ジェイコブの仲間。
- ディーン・ウォーンズ - ジョニー・ハリス（間宮康弘）

銃の売人ブレイク殺害の容疑者。元軍人。
- トム（トーマス）・ガイガー - デヴィッド・モリッシー（押切英希）

マックスの上司。警視長。
- ネイサン・バートニック - ダニエル・メイズ（河合みのる）

マックスと対立している刑事。
- ジェーン・バダム - ナターシャ・リトル（慶長佑香）

影の内務大臣ワイズマン議員の選挙事務長。トムの元広報担当。
- ルアン・スターンウッド - エリス・ガベル（前田一世）

スターンウッドの息子。銃の売人。
- アイリス・ウォーンズ - ルース・シーン（宮沢きよこ）

ウォーンズと同居している祖母。
- ジュカ・オガドワ - ダニエル・カルーヤ（烏丸祐一）

マックスの同僚刑事。アフリカ系。
- ジョセフ・オジョゴ - セウン・ショート（金子修）

ブレイク殺害事件の目撃者。ナイジェリア人。
- ハーベイ・クラウン - ジェイソン・フレミング（板取政明）

マックスの同僚刑事。
- カレン・エドワーズ - ダニエル・ブレント（衣鳩志野）

ロイの妻。
- ヘンリー・キャラハン - デヴィッド・マイケルズ（山岸治雄）

野党第1党の党首（影の首相）。
- ルーク - ジェイソン・メイザ（茂木たかまさ）

コンテナ倉庫の管理人。